# Fussballclub Aarau 1902 2016-2017
Questa voce raccoglie le informazioni riguardanti il Fussballclub Aarau 1902 nelle competizioni ufficiali della stagione 2016-2017.

## Stagione
Nella stagione 2016-2017 l'Aarau, allenato da Marco Schällibaum, concluse il campionato di Challenge League al 5º posto. In Coppa Svizzera l'Aarau fu eliminato ai quarti di finale dal Lucerna.

## Rosa
| N. |                           | Ruolo | Calciatore            |
| -- | ------------------------- | ----- | --------------------- |
| 1  | Italia (bandiera)         | P     | Lorenzo Bucchi        |
| 2  | Svizzera (bandiera)       | D     | Marco Thaler          |
| 5  | Svizzera (bandiera)       | D     | Marco Corradi         |
| 6  | Svizzera (bandiera)       | C     | Sandro Burki          |
| 7  | Svizzera (bandiera)       | C     | Daniele Romano        |
| 8  | Svizzera (bandiera)       | D     | Pascal Thrier         |
| 9  | Svizzera (bandiera)       | A     | Alessandro Ciarrocchi |
| 10 | Svizzera (bandiera)       | C     | Sébastien Wüthrich    |
| 11 | Svizzera (bandiera)       | A     | Zoran Josipovic       |
| 14 | Svizzera (bandiera)       | C     | Tim Hemmi             |
| 16 | Svizzera (bandiera)       | D     | Olivier Jäckle        |
| 17 | Francia (bandiera)        | C     | Geoffrey Tréand       |
| 19 | Argentina (bandiera)      | D     | Juan Pablo Garat      |
| 20 | Svizzera (bandiera)       | A     | Ivan Audino           |
| 22 | Rep. del Congo (bandiera) | D     | Igor N'Ganga          |

| N. |                                 | Ruolo | Calciatore      |
| -- | ------------------------------- | ----- | --------------- |
| 23 | Francia (bandiera)              | D     | Stéphane Besle  |
| 26 | Svizzera (bandiera)             | C     | Michaël Perrier |
| 27 | Svizzera (bandiera)             | P     | Ulisse Pelloni  |
| 28 | Venezuela (bandiera)            | C     | Miguel Peralta  |
| 31 | Kosovo (bandiera)               | D     | Denis Markaj    |
| 33 | Kosovo (bandiera)               | D     | Valter Bekaj    |
| 34 | Svizzera (bandiera)             | D     | Raoul Giger     |
| 34 | Macedonia del Nord (bandiera)   | C     | Lulzim Aliu     |
| 35 | Svizzera (bandiera)             | D     | Jason Browne    |
| 35 | Svizzera (bandiera)             | C     | Noah Lüscher    |
| 35 | Turchia (bandiera)              | A     | Varol Tasar     |
| 44 | Bosnia ed Erzegovina (bandiera) | D     | Damir Mehidić   |
| 47 | Svizzera (bandiera)             | A     | Patrick Rossini |
| 99 | Svizzera (bandiera)             | P     | Lars Hunn       |

## Organigramma societario
Area tecnica
- Allenatore: Marinko Jurendić
- Allenatore in seconda: André Ladner
- Preparatore dei portieri:
- Preparatori atletici:

## Calciomercato

### Sessione estiva
| Acquisti | Acquisti              | Acquisti    | Acquisti |
| R.       | Nome                  | da          | Modalità |
| -------- | --------------------- | ----------- | -------- |
| D        | Thomas Fekete         | Young Boys  |          |
| A        | Nuno Da Silva         | Breitenrain |          |
| A        | Ivan Audino           | Wil         |          |
| C        | Lulzim Aliu           | Aarau U18   |          |
| P        | Lorenzo Bucchi        | Lucerna     |          |
| A        | Alessandro Ciarrocchi | Chiasso     |          |
| D        | Denis Markaj          | Le Mont     |          |
| P        | Ulisse Pelloni        | Chiasso     |          |
| A        | Varol Tasar           | Klingnau    |          |
| D        | Pascal Thrier         | San Gallo   |          |
| C        | Geoffrey Tréand       | San Gallo   |          |
| C        | Sébastien Wüthrich    | Montpellier |          |

| Cessioni | Cessioni        | Cessioni        | Cessioni |
| R.       | Nome            | a               | Modalità |
| -------- | --------------- | --------------- | -------- |
| C        | Carlinhos       | Thun            |          |
| P        | Steven Deana    | Wil             |          |
| D        | Kim Jaggy       | Rapperswil-Jona |          |
| P        | Ilija Kovačić   | Sciaffusa       |          |
| A        | Mart Lieder     | Eindhoven       |          |
| C        | Ridge Mobulu    | Le Mont         |          |
| D        | Igor N'Ganga    | Wil             |          |
| C        | Luca Radice     | Winterthur      |          |
| P        | Francesco Russo | Lugano          |          |

### Sessione invernale
| Acquisti | Acquisti      | Acquisti      | Acquisti |
| R.       | Nome          | da            | Modalità |
| -------- | ------------- | ------------- | -------- |
| D        | Damir Mehidić | Sloboda Tuzla |          |

| Cessioni | Cessioni       | Cessioni    | Cessioni |
| R.       | Nome           | a           | Modalità |
| -------- | -------------- | ----------- | -------- |
| D        | Thomas Fekete  | Chiasso     |          |
| C        | Mats Hammerich | Cham        |          |
| A        | Nuno Da Silva  | Breitenrain |          |

## Risultati

### Challenge League

#### Prima fase, girone di andata
| Arbitro: | Jancevski |

|             |           |                |
| Rossini 58’ | Marcatori | 62’ Monighetti |

| Arbitro: | Fähndrich |

|            |           |                             |
| Radice 20’ | Marcatori | 17’ Ciarrocchi 50’ Wüthrich |

| Arbitro: | Gut |

|                         |           |  |
| Thaler 14’ Wüthrich 59’ | Marcatori |  |

| Wil 11 agosto 2016, ore 19:45 CEST 4ª giornata | Wil   | 0 – 0 referto | Aarau | IGP Arena (1 610 spett.)\| Arbitro: \| Hänni \| |
| Arbitro:                                       | Hänni |               |       |                                                 |

| Arbitro: | Klossner |

|                                        |           |                                  |
| Tréand 23’ Wüthrich 55’ Ciarrocchi 68’ | Marcatori | 76’ Demhasaj 84’ (rig.) Frontino |

| Arbitro: | Schärer |

|                                                |           |                    |
| Corbaz 2’ Karlen 33’ Sejmenović 39’ Senger 86’ | Marcatori | 6’ (rig.) Wüthrich |

| Arbitro: | Klossner |

|                                 |           |               |
| Josipovic 39’ (rig.) Tréand 85’ | Marcatori | 62’ Zambrella |

| Arbitro: | Erlachner |

|            |           |                                                |
| Stahel 54’ | Marcatori | 9’ Rossini 18’ Ciarrocchi 35’ Tréand 76’ Garat |

| Arbitro: | Schnyder |

|            |           |               |
| Tréand 31’ | Marcatori | 90’ Kecojević |

#### Prima fase, girone di ritorno
| Arbitro: | Hänni |

|           |           |  |
| Nsame 17’ | Marcatori |  |

| Arbitro: | Pache |

|  |           |           |
|  | Marcatori | 69’ Fazli |

| Arbitro: | Schärli |

|                                     |           |              |
| Monighetti 36’ Padula 79’ Simić 82’ | Marcatori | 22’ Wüthrich |

| Arbitro: | Tschudi |

|             |           |            |
| Rossini 76’ | Marcatori | 65’ Sutter |

| Arbitro: | Bieri |

|                                                                         |           |                                   |
| Winter 3’ Schönbächler 36’ Marchesano 48’ (rig.) Sarr 51’ Koné 80’, 82’ | Marcatori | 28’ (rig.), 58’ Rossini 44’ Burki |

| Arbitro: | Tschudi |

|                        |           |                                |
| Demhasaj 31’ Lekaj 43’ | Marcatori | 9’, 53’ Rossini 49’ Ciarrocchi |

| Arbitro: | Jaccottet |

|                          |           |                            |
| Jäckle 28’ Josipovic 33’ | Marcatori | 6’, 88’ Nuzzolo 65’ Karlen |

| Arbitro: | Schnyder |

|             |           |  |
| Rossini 36’ | Marcatori |  |

| Baulmes 11 dicembre 2016, ore 15:00 CET 18ª giornata | Le Mont | 0 – 0 referto | Aarau | Stadio Sous-Ville (650 spett.)\| Arbitro: \| Schärli \| |
| Arbitro:                                             | Schärli |               |       |                                                         |

#### Seconda fase, girone di andata
| Arbitro: | Schärer |

|                          |           |                      |
| Rossini 65’ Wüthrich 90’ | Marcatori | 40’ (rig.), 82’ Lang |

| Arbitro: | Amhof |

|          |           |                        |
| Pacar 4’ | Marcatori | 29’ Rossini 37’ Tréand |

| Arbitro: | Schärli |

|                                               |           |                          |
| Tréand 5’ Burki 34’ Mehidić 38’ Josipovic 65’ | Marcatori | 53’ Sessolo 87’ Bengondo |

| Arbitro: | Erlachner |

|                                               |           |           |
| Said 24’ Marzouk 59’, 66’ Mujic 60’ Simić 73’ | Marcatori | 21’ Garat |

| Arbitro: | Bieri |

|  |           |                               |
|  | Marcatori | 25’ Josipovic 69’, 75’ Audino |

| Arbitro: | Klossner |

|                            |           |         |
| Tréand 2’, 18’ Mehidić 82’ | Marcatori | 68’ Nef |

| Arbitro: | Fähndrich |

|  |           |              |
|  | Marcatori | 13’ Cespedes |

| Arbitro: | Hänni |

|                                          |           |               |
| Veloso 21’ Karlen 80’ Nuzzolo 90’ (rig.) | Marcatori | 64’ Josipovic |

| Arbitro: | Schnyder |

|                          |           |                                   |
| Ciarrocchi 46’ Garat 85’ | Marcatori | 5’ Kamber 19’ Silvio 55’ Frontino |

#### Seconda fase, girone di ritorno
| Arbitro: | Bieri |

|                                         |           |                         |
| Rodríguez 2’ (rig.), 90’ (rig.) Koné 8’ | Marcatori | 53’ Tréand 77’ Wüthrich |

| Arbitro: | Hänni |

|  |           |                                  |
|  | Marcatori | 27’, 38’ (rig.) Pacar 69’ Loosli |

| Arbitro: | Fähndrich |

|                           |           |                            |
| Kamber 8’, 70’ Silvio 25’ | Marcatori | 19’ Rossini 51’ Ciarrocchi |

| Arbitro: | Hänni |

|                                                |           |  |
| Demhasaj 3’ (rig.), 90’ Gül 65’ Tranquilli 80’ | Marcatori |  |

| Arbitro: | Pache |

|                                                          |           |  |
| Ciarrocchi 20’ Josipovic 27’ (rig.) Hemmi 47’ Tréand 77’ | Marcatori |  |

| Arbitro: | Erlachner |

|           |           |  |
| Savic 55’ | Marcatori |  |

| Arbitro: | San |

|                     |           |                                   |
| Garat 19’ Burki 60’ | Marcatori | 26’ (rig.), 53’ Marzouk 34’ Simić |

| Arbitro: | Jancevski |

|          |           |  |
| Pont 47’ | Marcatori |  |

| Arbitro: | Dudic |

|                  |           |  |
| Rossini 30’, 63’ | Marcatori |  |

### Coppa Svizzera
| 14 agosto 2016, ore 15:00 CEST Primo turno | FC Zollbrück | 0 – 5 | Aarau |  |

| 16 settembre 2016, ore 19:30 CEST Secondo turno | Breitenrain | 0 – 1 | Aarau |  |

| Arbitro: | Jaccottet |

|                         |           |  |
| Wüthrich 38’ Tréand 81’ | Marcatori |  |

| Arbitro: | Jaccottet |

|                                         |           |                                                      |
| Josipovic 28’ Ciarrocchi 41’ Tréand 51’ | Marcatori | 3’, 54’ Jurić 4’ Neumayr 36’ Schneuwly 76’ Schneuwly |

## Statistiche

### Statistiche di squadra
| Competizione     | Punti | In casa | In casa | In casa | In casa | In casa | In casa | In trasferta | In trasferta | In trasferta | In trasferta | In trasferta | In trasferta | Totale | Totale | Totale | Totale | Totale | Totale | DR |
| Competizione     | Punti | G       | V       | N       | P       | Gf      | Gs      | G            | V            | N            | P            | Gf           | Gs           | G      | V      | N      | P      | Gf     | Gs     | DR |
| ---------------- | ----- | ------- | ------- | ------- | ------- | ------- | ------- | ------------ | ------------ | ------------ | ------------ | ------------ | ------------ | ------ | ------ | ------ | ------ | ------ | ------ | -- |
| Challenge League | 45    | 18      | 8       | 4       | 6       | 32      | 25      | 18           | 5            | 2            | 11           | 25           | 39           | 36     | 13     | 6      | 17     | 57     | 64     | -7 |
| Coppa Svizzera   | -     | 2       | 1       | 0       | 1       | 5       | 5       | 2            | 2            | 0            | 0            | 6            | 0            | 4      | 3      | 0      | 1      | 11     | 5      | +6 |
| Totale           | 45    | 20      | 9       | 4       | 7       | 37      | 30      | 20           | 7            | 2            | 11           | 31           | 39           | 40     | 16     | 6      | 18     | 68     | 69     | -1 |

### Andamento in campionato
| Giornata  | 1 | 2 | 3 | 4 | 5 | 6 | 7 | 8 | 9 | 10 | 11 | 12 | 13 | 14 | 15 | 16 | 17 | 18 | 19 | 20 | 21 | 22 | 23 | 24 | 25 | 26 | 27 | 28 | 29 | 30 | 31 | 32 | 33 | 34 | 35 | 36 |
| --------- | - | - | - | - | - | - | - | - | - | -- | -- | -- | -- | -- | -- | -- | -- | -- | -- | -- | -- | -- | -- | -- | -- | -- | -- | -- | -- | -- | -- | -- | -- | -- | -- | -- |
| Luogo     | C | T | C | T | C | T | C | T | C | T  | C  | T  | C  | T  | T  | C  | C  | T  | C  | T  | C  | T  | T  | C  | C  | T  | C  | T  | C  | T  | T  | C  | T  | C  | T  | C  |
| Risultato | N | V | V | N | V | P | V | V | N | P  | P  | P  | N  | P  | V  | P  | V  | N  | N  | V  | V  | P  | V  | V  | P  | P  | P  | P  | P  | P  | P  | V  | P  | P  | P  | V  |
| Posizione | 5 | 4 | 2 | 4 | 2 | 3 | 3 | 3 | 3 | 3  | 3  | 4  | 4  | 5  | 4  | 5  | 3  | 3  | 4  | 4  | 4  | 4  | 4  | 4  | 4  | 4  | 4  | 4  | 4  | 5  | 5  | 5  | 5  | 5  | 5  | 5  |

Legenda:

Luogo: C = Casa; T = Trasferta. Risultato: V = Vittoria; N = Pareggio; P = Sconfitta.

### Statistiche dei giocatori
| Giocatore     | Challenge League | Challenge League | Challenge League | Challenge League | Coppa Svizzera | Coppa Svizzera | Coppa Svizzera | Coppa Svizzera | Totale   | Totale | Totale      | Totale     |
| Giocatore     | Presenze         | Reti             | Ammonizioni      | Espulsioni       | Presenze       | Reti           | Ammonizioni    | Espulsioni     | Presenze | Reti   | Ammonizioni | Espulsioni |
| ------------- | ---------------- | ---------------- | ---------------- | ---------------- | -------------- | -------------- | -------------- | -------------- | -------- | ------ | ----------- | ---------- |
| L. Aliu       | 1                | 0                | 0                | 0                | 0              | 0              | 0              | 0              | 1        | 0      | 0           | 0          |
| I. Audino     | 19               | 2                | 2                | 0                | 2              | 0              | 0              | 0              | 21       | 2      | 2           | 0          |
| V. Bekaj      | 0                | 0                | 0                | 0                | 0              | 0              | 0              | 0              | 0        | 0      | 0           | 0          |
| S. Besle      | 13               | 0                | 4                | 2                | 0              | 0              | 0              | 0              | 13       | 0      | 4           | 2          |
| J. Browne     | 1                | 0                | 0                | 0                | 0              | 0              | 0              | 0              | 1        | 0      | 0           | 0          |
| L. Bucchi     | 21               | 0                | 1                | 1                | 1              | 0              | 0              | 0              | 22       | 0      | 1           | 1          |
| S. Burki      | 26               | 3                | 4                | 1                | 2              | 0              | 0              | 0              | 28       | 3      | 4           | 1          |
| A. Ciarrocchi | 32               | 7                | 3                | 0                | 2              | 1              | 0              | 0              | 34       | 8      | 3           | 0          |
| M. Corradi    | 3                | 0                | 0                | 0                | 0              | 0              | 0              | 0              | 3        | 0      | 0           | 0          |
| N. Da Silva   | 7                | 0                | 1                | 0                | 0              | 0              | 0              | 0              | 7        | 0      | 1           | 0          |
| T. Fekete     | 0                | 0                | 0                | 0                | 0              | 0              | 0              | 0              | 0        | 0      | 0           | 0          |
| J. Garat      | 23               | 4                | 1                | 0                | 1              | 0              | 0              | 0              | 24       | 4      | 1           | 0          |
| R. Giger      | 4                | 0                | 0                | 0                | 0              | 0              | 0              | 0              | 4        | 0      | 0           | 0          |
| M. Hammerich  | 4                | 0                | 0                | 0                | 0              | 0              | 0              | 0              | 4        | 0      | 0           | 0          |
| T. Hemmi      | 7                | 1                | 0                | 0                | 0              | 0              | 0              | 0              | 7        | 1      | 0           | 0          |
| L. Hunn       | 2                | 0                | 0                | 0                | 0              | 0              | 0              | 0              | 2        | 0      | 0           | 0          |
| Z. Josipovic  | 32               | 6                | 5                | 0                | 2              | 1              | 0              | 0              | 34       | 7      | 5           | 0          |
| O. Jäckle     | 29               | 1                | 2                | 2                | 2              | 0              | 1              | 0              | 31       | 1      | 3           | 2          |
| N. Lüscher    | 3                | 0                | 0                | 0                | 0              | 0              | 0              | 0              | 3        | 0      | 0           | 0          |
| D. Markaj     | 22               | 0                | 4                | 0                | 1              | 0              | 1              | 0              | 23       | 0      | 5           | 0          |
| B. Martignoni | 10               | 0                | 0                | 0                | 1              | 0              | 0              | 0              | 11       | 0      | 0           | 0          |
| D. Mehidić    | 14               | 2                | 4                | 0                | 1              | 0              | 0              | 0              | 15       | 2      | 4           | 0          |
| I. N'Ganga    | 12               | 0                | 0                | 1                | 1              | 0              | 0              | 0              | 13       | 0      | 0           | 1          |
| U. Pelloni    | 14               | 0                | 1                | 0                | 1              | 0              | 0              | 0              | 15       | 0      | 1           | 0          |
| M. Peralta    | 7                | 0                | 1                | 0                | 0              | 0              | 0              | 0              | 7        | 0      | 1           | 0          |
| M. Perrier    | 26               | 0                | 5                | 1                | 2              | 0              | 0              | 0              | 28       | 0      | 5           | 1          |
| D. Romano     | 14               | 0                | 1                | 0                | 0              | 0              | 0              | 0              | 14       | 0      | 1           | 0          |
| P. Rossini    | 36               | 13               | 3                | 0                | 2              | 0              | 0              | 0              | 38       | 13     | 3           | 0          |
| V. Tasar      | 3                | 0                | 0                | 0                | 0              | 0              | 0              | 0              | 3        | 0      | 0           | 0          |
| M. Thaler     | 23               | 1                | 2                | 0                | 1              | 0              | 0              | 0              | 24       | 1      | 2           | 0          |
| P. Thrier     | 27               | 0                | 3                | 1                | 2              | 0              | 0              | 0              | 29       | 0      | 3           | 1          |
| G. Tréand     | 30               | 10               | 2                | 2                | 2              | 2              | 1              | 0              | 32       | 12     | 3           | 2          |
| S. Wüthrich   | 27               | 7                | 0                | 0                | 2              | 1              | 0              | 0              | 29       | 8      | 0           | 0          |